# Йироус, Иван Мартин
Иван Мартин Йироус (чеш. Ivan Martin Jirous, 23 сентября 1944, Хумполец, Край Высочина — 10 ноября 2011, Прага ) — чешский поэт и публицист, диссидент, известный под псевдонимом Магор (в переводе с чешского - Псих).

## Биография
Учился на философском факультете Карлова университета, защитил диплом по визуальной поэзии Йиржи Коларжа и Анри Мишо. Вошел в круги чешского андеграунда. Дружил с Вацлавом Гавелом, не раз упоминается в его Письмах к Ольге. Художественный руководитель группы психоделического рока The Plastic People of the Universe, преследования которой властями вызвали волну сопротивления, вылившуюся в знаменитую Хартию 77. В 1970-х трижды был в тюрьме, в сумме провел в заключении восемь с половиной лет.
Дочь - писательница Франтишка Йироусова (род. 1980).

## Издания
- Magorův ranní zpěv (1975, самиздат)
- Magorova krabička (1979, самиздат)
- Magorovo borágo (1981, самиздат)
- Magorova mystická růže (1981, самиздат)
- Magorovy labutí písně (1985, самиздат; Лондон, 1989)
- Ochranný dohled (1985, самиздат)
- Magorovi ptáci (1987)
- Magorova summa (1998, избранное 1975—1997)
- Magorova vanitas (1999)
- Ubíječ labutí (2001)
- Rattus norvegicus (2004)
- Okuje (2008)
- Rok krysy (2008)

## Магор в России
В 2009 был гостем Московской книжной ярмарки Non/fiction, выступал в нескольких московских клубах, на Радио Свобода.

## Публикации на русском языке
- Магор/ Пер. С.Скорвида и Н.Фальковской. М.: Книжное обозрение, 2007. 134 с.

## Признание
Литературные премии Тома Стоппарда (1985), Ярослава Сейферта (2006).